# Nakaz misyjny Jezusa

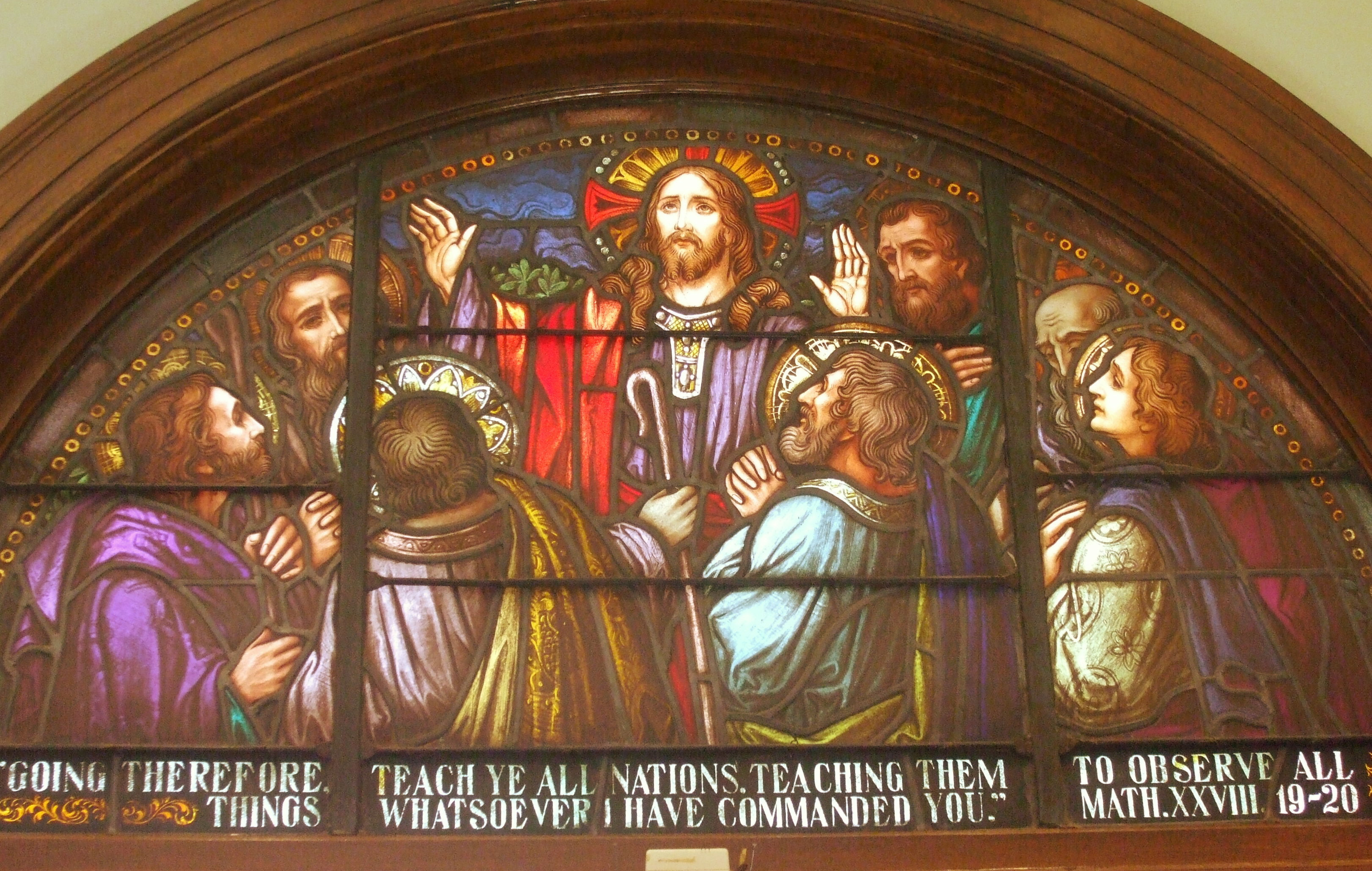
Witraż ukazujący Jeuzusa dającego uczniom nakaz misyjny. Katedra św. Patryka w El Paso w stanie Teksas w USA.

Nakaz misyjny Jezusa – słowa zmartwychwstałego Jezusa Chrystusa zapisane w Ewangelii Mateusza 28,19, zawierające polecenie, by uczniowie chrzcili wszystkie narody „w imię Ojca i Syna, i Ducha Świętego”. Według większości chrześcijan oznaczają one chrzest w imię Trójcy Świętej. Egzegeci uznają, że samo wyrażenie może być pochodzenia nieco późniejszego, jednak jest ono interpretacją słów samego Jezusa. Polecenie to było i jest jednym z argumentów w polemice Kościoła z doktrynami, które negują chrześcijański dogmat o Trójcy, np. z arianizmem.

## Perykopa
Jedenastu zaś uczniów udało się do Galilei na górę, tam gdzie Jezus im polecił. A gdy Go ujrzeli, oddali Mu pokłon. Niektórzy jednak wątpili. Wtedy Jezus podszedł do nich i przemówił tymi słowami: Dana Mi jest wszelka władza w niebie i na ziemi. Idźcie więc i nauczajcie wszystkie narody, udzielając im chrztu w imię Ojca i Syna, i Ducha Świętego. Uczcie je zachowywać wszystko, co wam przykazałem. A oto Ja jestem z wami przez wszystkie dni, aż do skończenia świata.

## Interpretacje

### Ojcowie Kościoła
Nakaz misyjny Jezusa było jednym z podstawowych argumentów Atanazego Wielkiego przeciw arianizmowi za boskością Syna i Ducha Świętego. Atanazy wykazywał, że gdyby uznać, iż arianie mają rację, wówczas sama formuła chrztu byłaby poleceniem się, jednocześnie, Stwórcy i dwom stworzeniom, co z chrztu robiłoby hybrydę. „Nie powinniśmy być chrzczeni w imię Niepowstałego i Powstałego (…), lecz w imię Ojca i Syna i Ducha Świętego”. Jak zauważył Michael Fiedorowicz, ponieważ trynitarna formuła chrztu powstała jeszcze przed kontrowersją wywołaną przez Ariusza, dlatego argument ten miał dużą siłę dowodową jako świadek wiary Kościoła.

### Egzegeza współczesna
Według New Jerome Biblical Comentary trynitarna formuła mogła mieć korzenie Starotestamentalne w apokaliptyce Księgi Daniela 7 oraz Ezechiela 1, jak również w niekanonicznej 1 Księdze Henocha, 14. Gdzie występuje triada: Bóg, Syn Człowieczy albo Wybraniec, oraz Anioł.
Według Józefa Kudasiewicza fragment Ewangelii Mateusza 28,19 jest wynikiem interpretacji słów Jezusa, a nie zapisem sformułowania, użytego przez Jezusa: „należy odróżnić autentyczne, pierwotne słowa Pana (ipsissima verba Jesu) od elementów interpretacyjno-redakcyjnych”. Również przypis do tego wersu w wydaniu Biblii jerozolimskiej opowiada się, że możliwa jest interpretacja, iż „ta formuła ... jest odbiciem liturgicznego używania, którą ustalono później w prymitywnej społeczności”.
Teolodzy z nurtu modernistycznego i liberalnego w teologii wysuwali wątpliwości, powołując się na metodę historii form, że tekst Ewangelii jest późniejszą wstawką redakcyjną ewangelisty. 
W odpowiedzi na te interpretacje, uczeni głównego nurtu teologii katolickiej wykazywali, że nie stoją za nimi żadne argumenty z dziedziny historii form. Według R. Schnackenburga, pewność, z jaką pierwotny Kościół rozwijał swe nauczanie o chrzcie w imię Trójcy, musi świadczyć o tym, że za formułą Mateuszowego nakazu misyjnego Jezusa, musiał stać sam Jezus. Według B. Neunheusera, nie ma zasadniczej sprzeczności pomiędzy nakazem chrztu w imię Trójcy z Ewangelii Mateusza a innymi biblijnymi opisami chrztu, jak np. w 1 Liście do Koryntian 1,13c, gdzie mowa jest o chrzcie nie w imię Trójcy lecz, w domyśle, w imię Chrystusa (dosł. nie w imię Pawła). Każde wyznanie wiary w Jezusa przez pierwszych chrześcijan zawierało przynajmniej domyślnie, a w większości przypadków prawdopodobnie także wprost, pierwsze formy wyznania wiary w Ojca, który posłał Jezusa, oraz wyznania wiary w Ducha, którego Ojciec posyła w imię Jezusa. Przypuszczenie, że Mt 28,19 miał początkowo inne brzmienie niż obecnie nie jest uzasadnione. Podobnie, jak sam fakt powszechności misji w nakazie Jezusa nie jest, jak niektórzy twierdzili, dowodem sam z siebie, że nakaz misyjny nie mógł wyjść z ust Jezusa. W wizji bowiem pewnego nurtu liberalnej egzegezy XIX w., Jezus historii był kimś znacznie mniejszym, bardziej ograniczonym niż Jezus wiary. Twierdzenia te jednak nie mają za sobą żadnego poparcia w wynikach studiów egzegetycznych.